# Cinclosoma
Cinclosoma là một chi chim trong họ Cinclosomatidae.